# Greeeen
I GReeeeN sono una pop/rock band/break beat giapponese di Kōriyama, nella prefettura di Fukushima.
Prima del loro debutto ufficiale nel 2007 sotto l'etichetta Universal, hanno pubblicato diversi singoli come produzioni indipendenti.
La caratteristica più stravagante del gruppo è senz'altro quella di non aver mai mostrato in pubblico, né in TV, i loro volti; addirittura durante una performance dello show musicale Bar Palo Palo, hanno fatto censurare i visi dei membri. In effetti anche nel loro logo (una bocca sorridente stilizzata, in cui il nome del gruppo sostituisce i denti), tutti i componenti del gruppo hanno scritto il proprio nome al posto della faccia.
Hanno frequentato tutti la facoltà di Odontoiatria presso l'Università Ohu e si sono laureati, perciò per un certo periodo hanno dovuto cercare di portare avanti simultaneamente lo studio e la loro carriera musicale.
Il primo grande successo dei GReeeeN è stato il terzo singolo Ai uta (maggio 2007), che ha raggiunto la seconda posizione della prestigiosa classifica di vendite settimanale Oricon, ma è con il singolo Kiseki, che conquistano la vetta, con oltre 500 000 copie vendute.

## Formazione
- Hide, nato il 3 aprile del 1980 a Takatsuki, in provincia di Osaka.
- Navi, nato il 30 aprile del 1980 a Sendai, nella prefettura di Miyagi, ma cresciuto a Chiba.
- 92, nato il 21 marzo del 1982 nella prefettura di Okinawa.
- Soh, nato il 2 febbraio del 1981 nella prefettura di Saga.

## Filmografia
- La fortuna di Nikuko (漁港の肉子ちゃん Gyokō no Nikuko-chan), regia di Ayumu Watanabe (2021)